# Dehesas (Ponferrada)
Dehesas es una localidad española del municipio de Ponferrada, en la comarca de El Bierzo, provincia de León, comunidad autónoma de Castilla y León. Está bañada por el río Sil.

## Geografía
El pueblo se encuentra a unos 7 km al oeste de Ponferrada. Limita con La Martina, Camponaraya, Posada del Bierzo, Villaverde de la Abadía, Villalibre de la Jurisdicción y Priaranza del Bierzo.

### Clima
Dehesas tiene un clima mediterráneo continental subhúmedo que se da en las zonas o regiones consideradas de transición entre el clima mediterráneo continental y el clima oceánico o de montaña, contando con precipitaciones relativamente abundantes, aunque con la sequía estival característica del clima mediterráneo, y adquiriendo en las regiones interiores la nieve mucha importancia durante el invierno.
| Parámetros climáticos promedio de Dehesas      | Parámetros climáticos promedio de Dehesas | Parámetros climáticos promedio de Dehesas | Parámetros climáticos promedio de Dehesas | Parámetros climáticos promedio de Dehesas | Parámetros climáticos promedio de Dehesas | Parámetros climáticos promedio de Dehesas | Parámetros climáticos promedio de Dehesas | Parámetros climáticos promedio de Dehesas | Parámetros climáticos promedio de Dehesas | Parámetros climáticos promedio de Dehesas | Parámetros climáticos promedio de Dehesas | Parámetros climáticos promedio de Dehesas | Parámetros climáticos promedio de Dehesas |
| Mes                                            | Ene.                                      | Feb.                                      | Mar.                                      | Abr.                                      | May.                                      | Jun.                                      | Jul.                                      | Ago.                                      | Sep.                                      | Oct.                                      | Nov.                                      | Dic.                                      | Anual                                     |
| ---------------------------------------------- | ----------------------------------------- | ----------------------------------------- | ----------------------------------------- | ----------------------------------------- | ----------------------------------------- | ----------------------------------------- | ----------------------------------------- | ----------------------------------------- | ----------------------------------------- | ----------------------------------------- | ----------------------------------------- | ----------------------------------------- | ----------------------------------------- |
| Temp. máx. abs. (°C)                           | 15                                        | 21                                        | 25                                        | 29                                        | 34                                        | 37                                        | 38                                        | 37                                        | 33                                        | 28                                        | 21                                        | 16                                        | 38                                        |
| Temp. máx. media (°C)                          | 5                                         | 9                                         | 12                                        | 14                                        | 18                                        | 23                                        | 27                                        | 26                                        | 22                                        | 15                                        | 10                                        | 6                                         | 16                                        |
| Temp. media (°C)                               | 2                                         | 4                                         | 7                                         | 9                                         | 12                                        | 16                                        | 19                                        | 19                                        | 15                                        | 11                                        | 6                                         | 3                                         | 10                                        |
| Temp. mín. media (°C)                          | -2                                        | -0                                        | 2                                         | 3                                         | 5                                         | 9                                         | 12                                        | 11                                        | 9                                         | 5                                         | 2                                         | -0                                        | 5                                         |
| Temp. mín. abs. (°C)                           | -16                                       | -11                                       | -10                                       | -5                                        | -3                                        | 2                                         | 3                                         | 4                                         | 0                                         | -4                                        | -9                                        | -12                                       | -16                                       |
| Precipitación total (mm)                       | 73                                        | 64                                        | 43                                        | 51                                        | 59                                        | 34                                        | 24                                        | 26                                        | 49                                        | 74                                        | 76                                        | 95                                        | 672                                       |
| Días de precipitaciones (≥ 1 mm)               | 9                                         | 8                                         | 8                                         | 9                                         | 10                                        | 6                                         | 4                                         | 3                                         | 6                                         | 9                                         | 9                                         | 11                                        | 93                                        |
| Horas de sol                                   | 82                                        | 102                                       | 156                                       | 187                                       | 196                                       | 268                                       | 307                                       | 287                                       | 217                                       | 156                                       | 109                                       | 60                                        | 2110                                      |
| Humedad relativa (%)                           | 87                                        | 75                                        | 67                                        | 66                                        | 66                                        | 61                                        | 58                                        | 59                                        | 65                                        | 76                                        | 82                                        | 90                                        | 74                                        |
| Fuente: Agencia Estatal de Meterología (AEMet) |                                           |                                           |                                           |                                           |                                           |                                           |                                           |                                           |                                           |                                           |                                           |                                           |                                           |

## Historia
En sus inicios, se conocía como “Devesas”, o “San Pedro de Devesas”, en honor a su patrón. Su existencia data de al menos el siglo XII, como se acredita en un documento de donación de Marina Monniz en el año 1115, que reza “discurrente flumine Sile in villa que vocatur Devesas”. Lo que en sus inicios fue un pequeño núcleo de población que aglutinaba sus edificaciones en torno a la Iglesia de San Pedro, fue creciendo poco a poco y situándose a la margen derecha del río Sil, por lo que hoy es la Calle Real, que era el camino que unía el pueblo con Ponferrada y el puente sobre el río Sil para pasar a las localidades vecinas de Villalibre, Priaranza y toda la margen izquierda del río. Asimismo esta calle se prolongaba comunicando Dehesas con el resto de los pueblos vecinos como Nancín (hoy desaparecido), Villaverde de la Abadía, Villadepalos y demás poblaciones de la margen derecha del río.
En siglo XVII se construye la Ermita del Cristo, más alejada del río para protegerse de las inundaciones, alrededor de la cual se van creando nuevas edificaciones. Al encontrase este nuevo núcleo algo alejado del primero, esto lleva en algunos documentos a referirse a “Devesas de Arriba” y “Devesas de Abajo”, distinguiéndolos más bien como barrios ya que siempre fueron un mismo pueblo.
Madoz en su “Diccionario geográfico-estadístico-Histórico” editado entre 1845 y 1850 hace referencia a las crecidas del Sil y al propio Dehesas, las cuales causaban enormes daños a la población. “Su clima es algo húmedo, sus enfermedades más comunes, tercianas, pulmonías y reumas. Tiene 120 casas divididas en los barrios de la Iglesia de Arriba, de Toralín y de Portugal que aunque edificadas a ambos lados de la única calle que hay, están entre sí a tal distancia que ocupan una media legua; la mayor parte son de tierra, cubiertas de paja por haberlas incendiado los franceses en 1809. La Iglesia parroquial está servida por un cura de segundo ascenso y libre provisión. Hay escuela de primeras letras dotada con 20 reales a la que asisten 40 niños. Una Ermita y varias Fuentes de buenas aguas esparcidas por el Término. […] El terreno es de buena calidad, cubierto de nogales, castaños y otros árboles frutales y silvestres de notable corpulencia; la fertilizan las aguas del indicado Sil extraídas por un cauce sobre el que se ven algunos molinos harineros. Hay un bosque de encinas. […] Produce cereales, vino, lino, hortaliza, legumbres y frutas; cría ganado vacuno, lanar y mular y pesca de truchas y de anguilas. Su industria son los molinos indicados y telares de lino y lana. Tiene una población de 109 vecinos y 442 almas.”

## Demografía
Según datos del INE para personas mayores de 15 años.
| 1900 | 1910 | 1920 | 1930 | 1940  | 1950  | 1960  | 1970  | 1980  | 1998  | 1999  | 2000  | 2001  | 2002  | 2003  | 2004  | 2005  | 2006  | 2007  | 2008  | 2009  | 2010  | 2011  |  | 2021 | 2022 |
| 569  | 610  | 840  | 903  | 1.068 | 1.123 | 1.190 | 1.236 | 1.254 | 1.384 | 1.379 | 1.369 | 1.419 | 1.417 | 1.414 | 1.407 | 1.402 | 1.397 | 1.390 | 1.366 | 1.374 | 1.369 | 1.379 |  | 1364 | 1321 |

## Economía
La llegada de la industria, la cercanía a Ponferrada, y la construcción del Canal Bajo del Bierzo, han influido notablemente en su economía. Debido a la cercanía de Ponferrada, sus ingresos provienen principalmente de la industria de la ciudad. Sin embargo es reseñable su producción agrícola, muy intensa a finales del siglo XX, pues este pueblo fue pionero en la agricultura extensiva de frutales en El Bierzo, como la pera “conferencia” y las variedades de manzana “golden” y “reineta”. Esta última, acreditada con su propia Denominación de Origen “Bierzo”. En los últimos años se destaca también la producción de vino (uva mencía), con Denominación de Origen.
Asimismo, como consecuencia del abandono de la cabaña ganadera, la mayoría de los terrenos, que en su momento eran prados, se convierten en extensas plantaciones de chopos.

## Transporte
Dehesas se encuentra comunicada con Ponferrada mediante las líneas L1 y  del TUP.

## Patrimonio

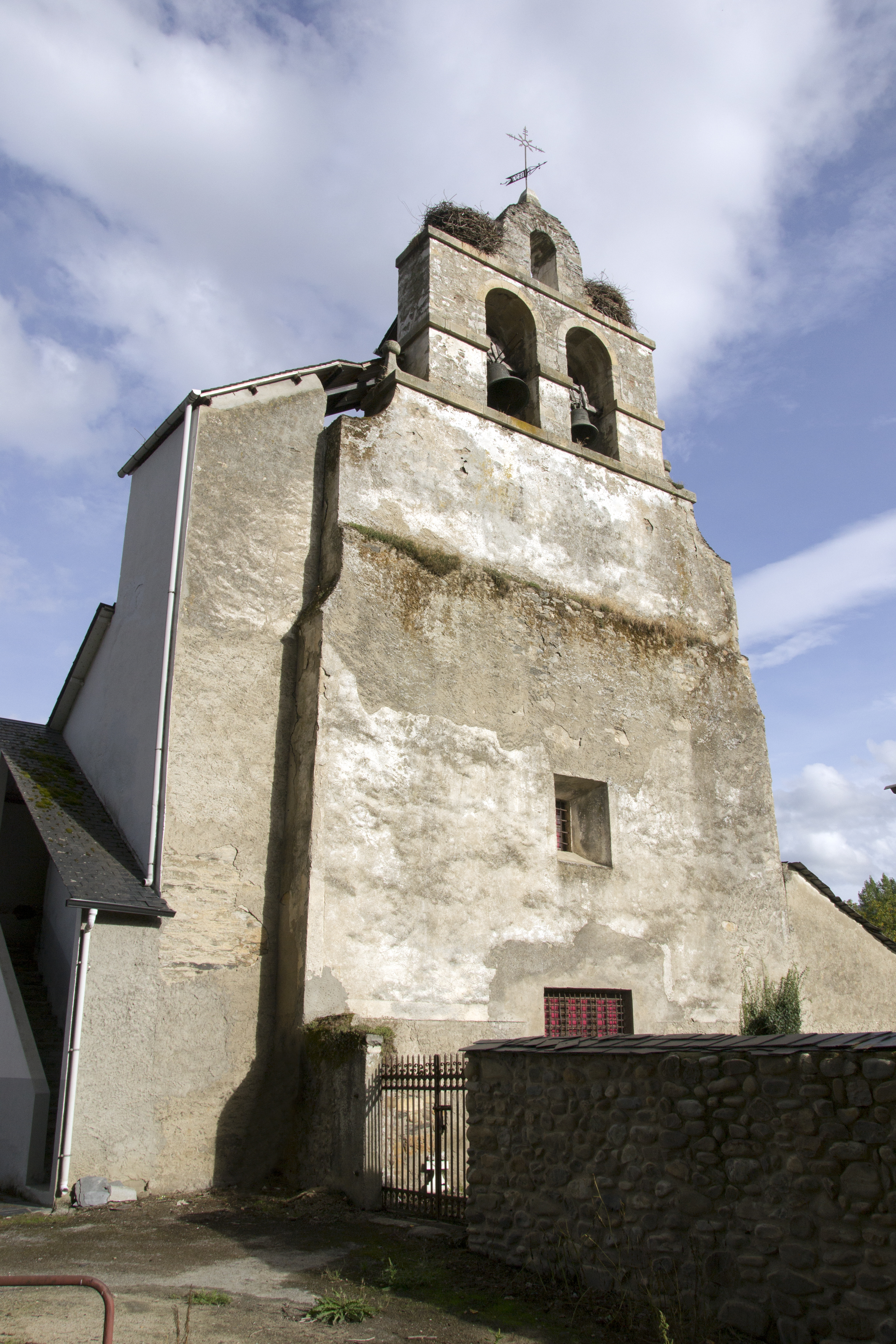
Iglesia de San Pedro Apóstol

- Su monumento más famoso en la iglesia de San Pedro del siglo XVI, que contiene un bello retablo renacentista de Nicolas de Brujas y Lucas Formente.
- Ermita del Bendito Cristo de las Maravillas (siglos XVI-XVII). Su campana fue fabricada en 1676.

### Festividades
Sus fiestas son:
- San Pedro el día 29 de junio.
- Santa Marta el día 29 de julio. Es tradición sacar la imagen en procesión, y se ha de pasar por debajo de las andas tres veces para conseguir la protección de la Santa.
- El Cristo el día 14 de septiembre. Durante esta festividad se celebra el Día de La Cachelada, celebración que consiste en la cocción, en grandes calderas de cobre, de cachelos con cebolla, pimientos y bacalao, que se reparten posteriormente entre los asistentes.